# Harukanaru Toki no Naka de
Harukanaru Toki no Naka de (jap. 遙かなる時空の中で) ist ein japanisches Multimedia-Franchise, in dessen Zentrum eine seit 2000 erscheinende Reihe von Otome Games steht. Daneben zählen Animes und ein Manga zum Franchise. Die Mangaserie sowie einige der Anime-Umsetzungen wurde auf Deutsch als In a Distant Time veröffentlicht. Die Geschichte der Spiele sowie deren Adaptionen ist in einer Fantasy-Welt angesiedelt, die an das Japan der Heian-Zeit angelehnt ist.

## Inhalt
Die Oberschülerin Akane Tenma wird durch Magie aus dem modernen Japan in eine fremde, mittelalterliche Welt gezogen. Die Stadt Kyō ist von Katastrophen und Unruhen geplagt und von Dämonen bedroht. Die hergerufene Schülerin soll diesen als Priesterin begegnen. Auch Akanes Klassenkameraden Tenma und Shimon wurden hierhergebracht. Sie müssen die Beschützer der Priesterin sammeln, zu denen auch ihre beiden Mitschüler gehören, um Akanes Aufgabe erfüllen zu können. Und sie müssen einer falschen Priesterin begegnen, die ebenfalls in Kyō praktiziert.

## Spielereihe
Bei den Spielen der Hauptreihe handelt es sich um eine Mischung aus Otome Games und Computer-Rollenspiel. Die weibliche Rolle, die gespielt wird, ist von attraktiven Männern umgeben und soll eine Beziehung zu einem der Protagonisten aufbauen. Die Mechanik ist die einer Visual Novel, der Anwender folgt über die präsentierten Dialoge der Geschichte. Die in Dialogen ausgewählten Antworten beeinflussen die Zuneigung des als Ziel gewählten Kämpfers und der Ausgang einer gewählten Route hängt von der am Ende der Geschichte erreichten Zuneigung ab. Parallel muss die Protagonistin gemeinsam mit ihren Beschützern Aufgaben erfüllen und dafür durch und um Kyō reisen. In Kampfszenen kann sie Bedrohungen ihrer Welt abwenden oder die Aufgaben erfüllen. In Kämpfen stehen sich bis zu drei Kontrahenten auf jeder Seite gegenüber, wobei der Spieler nur Akane direkt steuern kann. Als Ergebnis von Kämpfen erlangt der Spieler Zugang zu weiteren Inhalten des Spiels und kann das Vertrauen der Kämpfer in die Protagonistin steigern, was sich wiederum auf dessen Kampffähigkeiten auswirkt. 
Die Spiele wurden von Koei veröffentlicht und vom Studio Ruby Party entwickelt. Folgende Spiele sind erschienen: 
- 2000: Harukanaru toki no naka de (遙かなる時空の中で) für PlayStation
- 2001: Harukanaru toki no naka de 2 (遙かなる時空の中で2) für PlayStation 2
- 2003: Harukanaru toki no naka de banjo yugi (遙かなる時空の中で 盤上遊戯) für PlayStation
- 2004: Harukanaru toki no naka de 3 (遙かなる時空の中で3) für PlayStation 2
- 2005: Harukanaru toki no naka de history (遙かなる時空の中で ヒストリー) für PlayStation 2
- 2005: Harukanaru toki no naka de hachiyosho (遙かなる時空の中で ～八葉抄～) für PlayStation 2
- 2005: Harukanaru toki no naka de 3 izayoiki (遙かなる時空の中で3 十六夜記) für PlayStation 2
- 2006: Harukanaru toki no naka de 3 unmei no Labyrinth (遙かなる時空の中で3 運命の迷宮) für PlayStation 2, PlayStation Portable
- 2006: Harukanaru toki no naka de maihitoyo (遙かなる時空の中で 舞一夜) für PlayStation 2
- 2008: Harukanaru toki no naka de yume no ukihashi (遙かなる時空の中で 夢浮橋) für Nintendo DS
- 2008: Harukanaru toki no naka de 4 (遙かなる時空の中で4) für PlayStation 2, PlayStation Portable, Wii
- 2009: Harukanaru toki no naka de yume no ukihashi Special (遙かなる時空の中で 夢浮橋 Special) für PlayStation 2
- 2011: Harukanaru toki no naka de 5 (遙かなる時空の中で5) für PlayStation Portable
- 2012: Harukanaru toki no naka de 5 kazahanaki (遙かなる時空の中で5 風花記) für PlayStation Portable
- 2015: Harukanaru toki no naka de 6 (遙かなる時空の中で6) für PlayStation Portable, PlayStation Vita, Nintendo Switch

## Manga
Bereits vor Veröffentlichung des ersten Spiels startete im Juli 1999 eine Umsetzung des Spiels als Manga. Die von Tohko Mizuno  umgesetzte Serie erschien im Magazin LaLa DX bei Hakusensha und wurde im Januar 2010 abgeschlossen. Die Kapitel erschienen auch gesammelt in 17 Bänden. Eine deutsche Übersetzung wurde von Carlsen Manga als In a Distant Time veröffentlicht. Von September 2006 bis Januar 2010 erschienen 11 der 17 Bände. Eine englische Fassung erschien bei Viz Media und eine chinesische bei Tong Li Publishing.

## Anime-Umsetzungen
Als erste Anime-Produktionen zum Spiel erschienen 2002 und 2003 zwei Original Video Animations: Harukanaru Toki no Naka de: Ajisai Yumegatari (遙かなる時空の中で ～紫陽花ゆめ語り～) mit 2 Folgen und Harukanaru Toki no Naka de 2: Shiroki Ryū no Miko (遙かなる時空の中で２～白き龍の神子～) mit 3 Folgen. Beide entstanden bei Yumeta Company. Anime House veröffentlichte die Kurzserien im September 2008 und im Mai 2008 (in umgekehrter Reihenfolge als in Japan) auf Deutsch unter den Titeln In a Distant Time – Der Traum der Hortensie und In a Distant Time – Priesterin des weißen Drachens.
Zum Manga wurden mehrere Anime-Umsetzungen produziert: 2004 zunächst eine Fernsehserie mit 26 Folgen, 2005 eine Original Video Animation mit zwei Folgen und 2006 ein Kinofilm. Alle entstanden beim Studio Yumeta Company, bei Serie und OVA führte Aki Tsunaki Regie. Hauptautor war Junko Okazaki, das Charakterdesign entwarf Kenichi Ohnuki und die künstlerische Leitung lag bei Nobuto Sakamoto. Beim Film führte Toshiya Shinohara Regie und Yuka Yamada schrieb das Drehbuch. Die Fernsehserie wurde vom 5. Oktober 2004 bis zum 29. März 2005 vom Sender TV Tokyo in Japan gezeigt. Es folgten Veröffentlichungen in Englisch, Französisch, Tagalog und Chinesisch. Die OVA von 2006 erschien im April 2008 bei Anime House auf Deutsch als In a Distant Time – Ein Tanz im Mondlicht.
Zum dritten Teil der Spielereihe wurden erneut Animes produziert: 2007 zunächst der Film Harukanaru Toki no Naka de 3: Kurenai no Tsuki (遙かなる時空の中で３ 紅の月) unter der Regie von Toshiya Shinohara nach einem Drehbuch von Yuka Yamada. Federführend war erneut Yumeta Company. 2010 folgte der Fernsehfilm Harukanaru Toki no Naka de 3: Owari Naki Unmei (遙かなる時空の中で３ 終わりなき運命), nun mit Regisseuren Aki Tsunaki und Shigeru Kimiya. Das Drehbuch schrieben Kōji Takamura und Ritsuko Hayasaka.

### Synchronisation
Die deutsche Synchronfassung für die ersten beiden OVAs entstand unter der Leitung und nach einem Dialogbuch von Marc Stenzel bei Matchville Studios und Sparking Entertainment.
| Rolle                 | Japanische Stimme | Deutsche Stimme |
| --------------------- | ----------------- | --------------- |
| Abe no Yasuaki        | Akira Ishida      | Daniel Käser    |
| Tachibana no Tomomasa | Kazuhiko Inoue    | Fabian Körner   |
| Shimon Nagareyama     | Kōki Miyata       | Maxi Häcke      |
| Inori                 | Naozumi Takahashi | Dennis Sonntag  |
| Fujiwara no Takamichi | Shigeru Nakahara  | Simon T. Roden  |
| Minamoto no Yorihisa  | Shinichiro Miki   | Uwe Thomsen     |
| Eisen                 | Sōichiro Hoshi    | Marc Stenzel    |
| Tenma Morimura        | Tomokazu Seki     | Dennis Saemann  |
| Akane Motomiya        | Tomoko Kawakami   | Rieke Werner    |

### Musik
Die Musik der Fernsehserie und der Filme wurde komponiert von Yoshihisa Hirano. Das Vorspannlied ist Haruka, Kimi no Moto e (遙か、君のもとへ…) von Tomokazu Seki, Naozumi Takahahashi und Kōki Miyata. Für die Abspanne wurden folgende Lieder verwendet:
- flowin' ~Ukigomo~ (flowin' ～浮雲～) von Yū Asakawa and Hōko Kuwashima
- Tsuioku no Mori ni Sasagu (追憶の森に捧ぐ) von Shinichiro Miki
- Millefeuille Dream von Kōki Miyata
- Kazemachi Tsuki ni Fuku Kaze wa (風待ち月に吹く風は) von Shigeru Nakahara
- Kageri no Fuuin Hachiyo-Sho Ver. (翳りの封印 HACHIYO-SHO Ver.) von Akira Ishida

Für die bereits zuvor veröffentlichte OVA wurden die Vorspannlieder Sakura Fubuki und Joushoukiryuu verwendet, für die Abapanne das Lied Shura, alle von der Band Dasein.
Der Film von 2007 hat das Vorspannlied Unmei no Tsuki wa Kurenai von Sōichiro Hoshi, Kōki Miyata und Naozumi Takahashi. Das Abspannlied ist Gyakufuu no Toki ni Hitori von Shinichiro Miki. Für den Film von 2010 wurde der Vorspanntitel Kirameki no Tsuki (煌めきの月) von Naozumi Takahashi und Kazuhiko Inoue verwendet und der Abspann ist unterlegt mit Yūkyū no Gekkō (悠久の月光) von Shin'ichiro Miki and Tomokazu Seki.